# 희경루방회도
희경루방회도(喜慶樓榜會圖)는 서울특별시 중구 동국대학교박물관에 있는 조선시대의 계회도이다. 2008년 7월 10일 서울특별시의 유형문화재 제267호로 지정되었다가, 2015년 9월 2일 대한민국의 보물 제1879호로 승격·지정되었다.

## 개요
<희경루방회도>는 1567년(명종 22)에 있었던 희경루에서의 방회장면을 그린 계회도(契會圖)이다. 이 방회도는 1546년(명종1) 증광시의 동기생들이 광주 인근의 누정(樓亭)인 희경루에서 20년만인 1567년에 다시 만난 것을 기념하여, 그 감회를 간직하기 위해 제작된 것으로 보인다.
화면은 위로부터 표제(標題), 계회장면, 좌목(座目), 그리고 발문(跋文)의 순서로 구성되어 있으며, 각 구성 부분은 붉은 색 선으로 경계가 그어져 있다. 표제는 전서체로 오른 쪽에서 왼쪽으로 적었고, 좌목에는 품계와 관직, 이름, 자, 본관 등이 일정한 간격으로 쓰여 있으며 이에 의하면 참석자는 1)通政大夫 行光州牧使 崔應龍 見叔 本全州, 2)資憲大夫兼全羅道觀察使 姜暹 明仲 本晉州, 3)前承文院副正字 林復 希仁 本羅州, 4)禦侮將軍全羅道兵馬虞侯 劉克恭 敬叔 本忠州, 5)通訓大夫 前行樂安郡守 南效容 恭叔 本宜寧 등 5인이다.
발문에서는 1546년(명종1) 과거에 함께 합격한 동기생들이 각자의 근무지를 따라 흩어진 후 만나지 못한지 20여년이 되었음을 회고하면서, 그 동안의 그리움과 만남에 대한 감회를 적어, 관계에 함께 첫 발을 들여놓은 동료들 간의 친밀한 공감대가 엿보인다. 나아가 최응룡을 비롯한 다섯 사람의 앉는 위치마저도 서술하여 이 발문이 방회가 행해졌던 현장의 모습에 근거하여 서술된 것임을 알 수 있다.
장방형의 화면에는 왼쪽에 희경루가 그려져 있고, 오른쪽에는 희경루의 담장을 비롯한 주위경관들이 묘사되어 있다. 이층으로 축조된 희경루 안에는 이 모임의 주인공들과 여러 명의 기녀들이 자리한 가운데 연회가 베풀어지고 있다. 서열에 따라 자리가 정해져 있는데, 신분에 따라 관모(冠帽)를 달리하고 있으며, 기녀들은 당시의 유행대로 고발(高髮)을 하고 있다. 한편 희경루는 축대를 쌓은 대위에 1층은 기둥을 세우고, 2층에 누를 올린 것으로 그림 속 누정의 아래층에는 하인들이 쉬고 있으며, 누정의 왼쪽에는 피리를 부는 악공들이 무리지어 있다. 축대 아래쪽에는 나장과 같은 군졸들이 도열해 있다. 희경루의 동쪽 공간에는 민가가 인접해 있으며, 그 앞의 넓은 터에 활터가 있는데, 주변의 경관 역시 사실에 근거하여 구체적으로 묘사하고자 했음을 살필 수 있다.
이 작품은 배경을 이루는 산의 양감이나 질감묘사, 누정 왼쪽의 나무표현 등 먹의 흑백대비가 강조되어 있는 등 16세기 중·후반기에 유행했던 절파화풍(浙派畵風)이 잘 나타나있다. 또한 연회장면은 정면부감투시와 원근법이 사용되어 부각되고, 담장을 비롯한 다른 주변 경물들은 사선방향으로 비스듬히 배열하는 이중투시법이 적용되고 있다. 그런데 아래 쪽 기둥들을 뒤로 갈수록 작아지도록 묘사하는 방식은 조선조 후기에야 나타나는 특징으로서, 따라서 이 그림이 방회가 있었던 1567년에 제작된 것이 아니라 좀 더 후인 17세기 이후에 제작된 것으로 추정해 볼 수 있다.
이 작품은 16세기 중엽경의 화풍과 부합되지 않는 부분이 다소 있으나 좌목, 발문 등을 충실히 갖추고 있고, 가필(加筆)의 흔적이 없으며, 내용상 16세기의 방회도(榜會圖)는 <희경루방회도> 외에 1542년경의 <연방동년일시조사계회도(蓮榜同年一時曹司契會圖)>를 제외하면 알려진 예가 극히 적으므로 사료적 가치도 있다.

## 보물 지정사유
동국대학교 소장 <희경루방회도>는 1546년(명종 1)의 증광시(增廣試) 문·무과 합격 동기생 5명이 1567년(선조 즉위) 전라도 광주의 희경루에서 만나 방회(榜會)를 갖고 제작한 기년작(紀年作) 계회도(契會圖)이다.
신묘생진시(辛卯生進試, 1531년)의 동방들이 1542년에 만나 제작한 <연방동년일시조사계회도(蓮榜同年一時曹司契會圖)>와 함께 현전하는 16세기의 방회도 2건 중 하나이다. 방회도는 16, 17세기에 집중되어 있는데, 그 중에서 <희경루방회도>는 1550년의 <호조낭관계회도> 및 <연정계회도>와 함께 이른 시기에 제작된 사례이다. 대부분의 16세기 계회도는 수묵화로 그려졌으며 채색화로 그려진 경우는 드문 편이다.
이 <희경루방회도>는 모임의 주체와 장소 등을 고려해 볼 때 전라도 광주 지역의 화사(畵師)가 그렸을 가능성이 높아 지방화단에서 그려진 채색계회도라는 점에서도 의의가 있다. 제목, 그림, 좌목, 최응룡으로 추정되는 ‘완산후인(完山後人)’이 쓴 발문까지 계회도의 형식을 온전하게 갖추고 있다.
인물을 묘사한 필치는 매우 생기 있고 활달하며 자신감이 넘친다. 또한 비슷한 자세의 인물을 같은 모양으로 판에 박은 듯 반복해서 그리는 투식적인 면이 적다. 희경루 건물 묘사에서도 보이는 대로 그린 듯한 꾸밈없는 필치를 엿볼 수 있다. 이상과 같은 이유로 <희경루방회도>는 제작시기, 양식적인 특징, 회화적 가치 면에서 가치가 크다.

## 같이 보기
- 계회도

## 참고 자료
- 희경루방회도 - 국가유산청 국가유산포털